# Yves Dreyfus
Yves Dreyfus, född 17 maj 1931 i Clermont-Ferrand, död 16 december 2021 i Ceyrat, var en fransk  fäktare.
Dreyfus blev olympisk bronsmedaljör i värja vid sommarspelen 1956 i Melbourne och vid sommarspelen 1964 i Tokyo.